# Pisieu
Pisieu est une commune française située dans le département de l'Isère, en région Auvergne-Rhône-Alpes.
Ses habitants sont les Pisillards.

## Géographie

### Situation et description
Pisieu est un petit village à vocation nettement rurale, situé dans le nord-ouest du département de l'Isère, au nord-ouest de la ville de Beaurepaire.

### Climat
Pour des articles plus généraux, voir Climat d'Auvergne-Rhône-Alpes et Climat de l'Isère.
En 2010, le climat de la commune est de type climat des marges montargnardes, selon une étude du Centre national de la recherche scientifique s'appuyant sur une série de données couvrant la période 1971-2000. En 2020, Météo-France publie une typologie des climats de la France métropolitaine dans laquelle la commune est exposée à un climat de montagne ou de marges de montagne et est dans la région climatique  Moyenne vallée du Rhône, caractérisée par un bon ensoleillement en été (fraction d’insolation > 60 %), une forte amplitude thermique annuelle (4 à 20 °C), un air sec en toutes saisons, orageux en été, des vents forts (mistral), une pluviométrie élevée en automne (250 à 300 mm). 
Pour la période 1971-2000, la température annuelle moyenne est de 11,1 °C, avec une amplitude thermique annuelle de 17,7 °C. Le cumul annuel moyen de précipitations est de 967 mm, avec 9,3 jours de précipitations en janvier et 6,3 jours en juillet. Pour la période 1991-2020, la température moyenne annuelle observée sur la station météorologique de Météo-France la plus proche, « Reventin », sur la commune de Reventin-Vaugris à 19 km à vol d'oiseau, est de 12,9 °C et le cumul annuel moyen de précipitations est de 775,7 mm,. Pour l'avenir, les paramètres climatiques de la commune estimés pour 2050 selon différents scénarios d'émission de gaz à effet de serre sont consultables sur un site dédié publié par Météo-France en novembre 2022.

### Hydrographie
Le territoire communal est traversé par le Dolon, un affluent en rive gauche du Rhône et qui prend sa source dans un site marécageux, entouré d'étang sur le territoire de la commune de Pommier-de-Beaurepaire dans la forêt de Bonnevaux.

## Urbanisme

### Typologie
Au 1er janvier 2024, Pisieu est catégorisée commune rurale à habitat dispersé, selon la nouvelle grille communale de densité à sept niveaux définie par l'Insee en 2022.
Elle est située hors unité urbaine. Par ailleurs la commune fait partie de l'aire d'attraction de Beaurepaire, dont elle est une commune de la couronne,. Cette aire, qui regroupe 10 communes, est catégorisée dans les aires de moins de 50 000 habitants,.

### Occupation des sols
L'occupation des sols de la commune, telle qu'elle ressort de la base de données européenne d’occupation biophysique des sols Corine Land Cover (CLC), est marquée par l'importance des territoires agricoles (70,5 % en 2018), une proportion sensiblement équivalente à celle de 1990 (70,4 %). La répartition détaillée en 2018 est la suivante : 
terres arables (31,9 %), forêts (29,5 %), zones agricoles hétérogènes (20,5 %), prairies (18,1 %). L'évolution de l’occupation des sols de la commune et de ses infrastructures peut être observée sur les différentes représentations cartographiques du territoire : la carte de Cassini (XVIIIe siècle), la carte d'état-major (1820-1866) et les cartes ou photos aériennes de l'IGN pour la période actuelle (1950 à aujourd'hui).

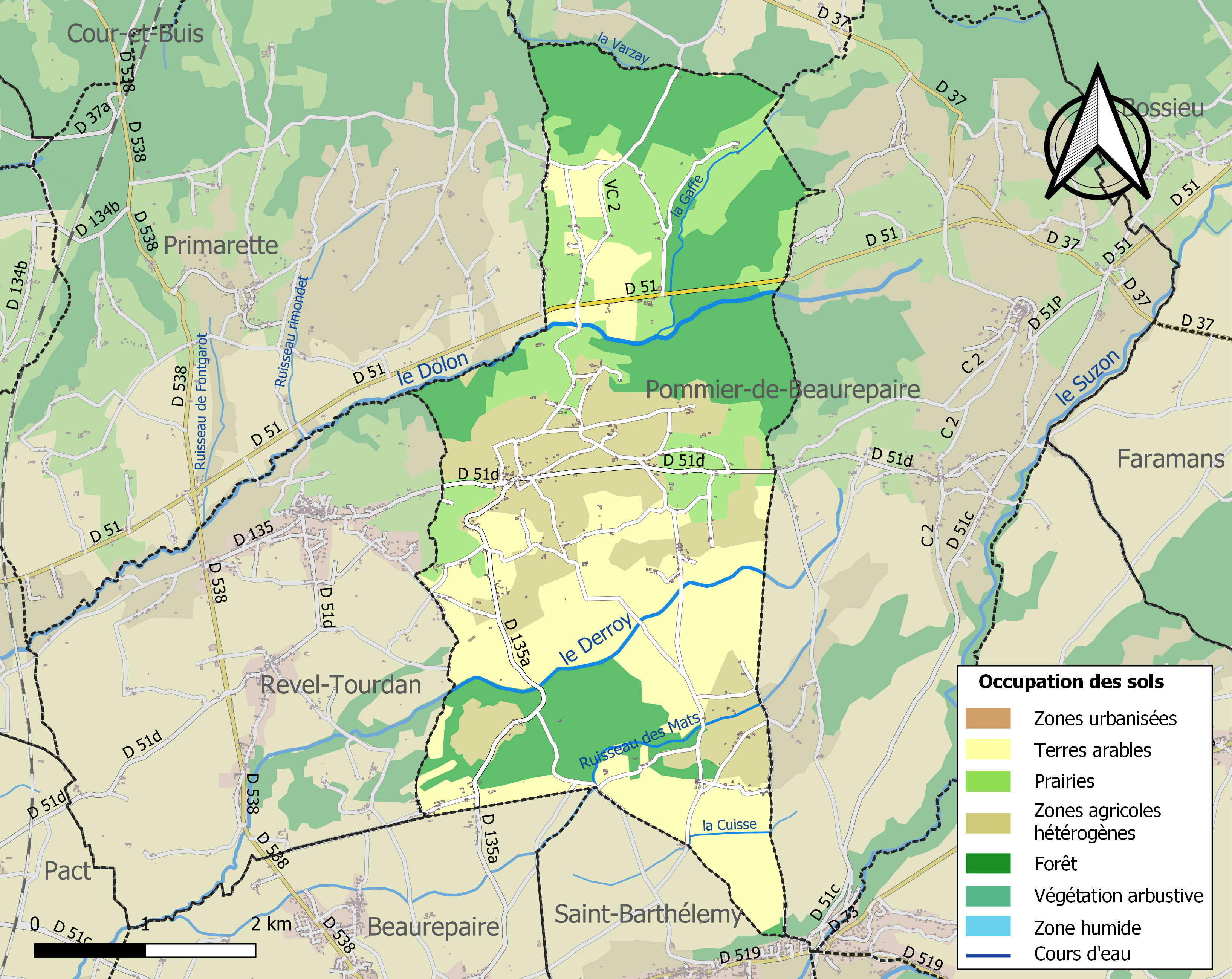
Carte des infrastructures et de l'occupation des sols de la commune en 2018 (CLC).

### Risques naturels et technologiques

#### Risques sismiques
L'ensemble du territoire de la commune de Pisieu est situé en zone de sismicité no 3 (sur une échelle de 1 à 5), comme la plupart des communes de son secteur géographique.
| Type de zone | Niveau            | Définitions (bâtiment à risque normal) |
| ------------ | ----------------- | -------------------------------------- |
| Zone 3       | Sismicité modérée | accélération = 1,1 m/s2                |

## Politique et administration

### Liste des maires
| Période                                  | Période   | Identité         | Étiquette | Qualité           |
| ---------------------------------------- | --------- | ---------------- | --------- | ----------------- |
| mars 2001                                | mars 2014 | Jean Saunier     |           |                   |
| mars 2014                                | En cours  | Jean-Luc Durieux | SE        | Chef d'entreprise |
| Les données manquantes sont à compléter. |           |                  |           |                   |

### Jumelages
La commune est jumelée avec :
- Sant Martí de Tous (Espagne) depuis 1996[14].

## Population et société

### Démographie
L'évolution du nombre d'habitants est connue à travers les recensements de la population effectués dans la commune depuis 1800. Pour les communes de moins de 10 000 habitants, une enquête de recensement portant sur toute la population est réalisée tous les cinq ans, les populations de référence des années intermédiaires étant quant à elles estimées par interpolation ou extrapolation. Pour la commune, le premier recensement exhaustif entrant dans le cadre du nouveau dispositif a été réalisé en 2007.

En 2022, la commune comptait 526 habitants, en évolution de −1,68 % par rapport à 2016 (Isère : +3,07 %, France hors Mayotte : +2,11 %).
| 1800 | 1806 | 1821 | 1831 | 1836 | 1841 | 1846 | 1851 | 1856 |
| ---- | ---- | ---- | ---- | ---- | ---- | ---- | ---- | ---- |
| 533  | 589  | 457  | 590  | 587  | 604  | 570  | 605  | 614  |

| 1861 | 1866 | 1872 | 1876 | 1881 | 1886 | 1891 | 1896 | 1901 |
| ---- | ---- | ---- | ---- | ---- | ---- | ---- | ---- | ---- |
| 636  | 602  | 603  | 582  | 570  | 559  | 544  | 523  | 510  |

| 1906 | 1911 | 1921 | 1926 | 1931 | 1936 | 1946 | 1954 | 1962 |
| ---- | ---- | ---- | ---- | ---- | ---- | ---- | ---- | ---- |
| 542  | 510  | 484  | 484  | 432  | 434  | 431  | 393  | 384  |

| 1968 | 1975 | 1982 | 1990 | 1999 | 2006 | 2007 | 2012 | 2017 |
| ---- | ---- | ---- | ---- | ---- | ---- | ---- | ---- | ---- |
| 361  | 327  | 315  | 362  | 469  | 515  | 522  | 537  | 531  |

| 2022 | - | - | - | - | - | - | - | - |
| ---- | - | - | - | - | - | - | - | - |
| 526  | - | - | - | - | - | - | - | - |

### Enseignement
La commune est rattachée à l'académie de Grenoble.

### Médias
Historiquement, le quotidien à grand tirage Le Dauphiné libéré consacre, chaque jour, y compris le dimanche, dans son édition de Vienne Nord-Isère, un ou plusieurs articles à l'actualité de la ville, ainsi que des informations sur les éventuelles manifestations locales, les travaux routiers, et autres événements divers à caractère local.
Ici Isère est la radio publique qui émet sur son territoire ainsi que dans tout le département de l'Isère.

### Cultes
La communauté catholique de Pisieu et son église (propriété de la commune) relève de la paroisse Paroisse Saint Benoît du pays de Beaurepaire qui regroupe treize églises de la région. Cette paroisse dont le siège (maison paroissiale) se situe à Beaurepaire, est rattachée au Diocèse de Grenoble-Vienne.

## Culture et patrimoine

### Lieux et monuments
- Église Saint-Blaise de Pisieu.

### Héraldique
|  | Pisieu possède des armoiries dont l'origine et le blasonnement exact ne sont pas disponibles. |